# 8-cm-Luftminenwerfer M.15
Das 8-cm-Luftminenwerfer M.15 war ein pneumatischer Minenwerfer Österreich-Ungarns, welcher im Ersten Weltkrieg zum Einsatz kam.

## Geschichte
Als der Kampf an der italienischen Alpenfront 1915 entbrannte, wollten die Truppen an der Front eine verbesserte Bewaffnung. Um im Gebirge schwerer erkannt zu werden, wollten sie einen Mörser, welcher weniger Lärm und Rauch beim Abfeuern verursachte als der 9-cm-Minenwerfer M.14. Daraufhin entwickelten und bauten 1915 die Truppen der 58. Infanterie-Division einen Minenwerfer in den eigenen Werkstätten. Dieser Minenwerfer kam bei den Truppen an der Front gut an, woraufhin die Baupläne an die Vereinigten Elektrischen Maschinen AG in Budapest gingen und Produktion begann. Die offizielle Bezeichnung des Minenwerfer lautete danach 8-cm-Luftminenwerfer M.15 System Roka-Halasz.

## Produktion
Die ersten 20 Minenwerfer wurden von der Truppe hergestellt. Danach wurde die Serienproduktion von der Vereinigten Elektrischen Maschinen AG durchgeführt. Eine genaue Anzahl konnte nicht ermittelt werden.

## Technische Beschreibung
Der kleine Minenwerfer bestand aus einer Grundplatte, einem Druckluftbehälter, dem Werferrohr und Armaturen. Das Projektil besaß am Ende einen Gewindestab, welcher an einer gelochten Ladeplatte verschraubt war. Beim Abschuss wurde Druckluft hinter das Projektil geleitet. Durch den luftdichten Abschluss im Rohr stieg der Druck immer weiter an, bis der Gewindestab durch die Druckluft an einer Sollbruchstelle riss und das Projektil fortgeschleudert wurde. Die Reichweite konnte durch unterschiedliche Kerbungen an der Schraube beeinflusst werden, wodurch das Gewinde früher oder später brach.
Das Rohr konnte zwischen 10° und 80° erhöht werden. Dabei konnten Reichweiten von bis zu 260 m erzielt werden. Dabei entstanden beim Feuern weder Rauch noch Mündungsfeuer. Der Druckluftbehälter verfügte über einen Inhalt von 6 l bei 180 bar Druck und konnte damit bis zu 16 Granaten abfeuern. Diese hatten ein Gewicht von 1,5 kg. Genutzt wurden Sprengminen mit einem Abdichtgummi und Brandminen. Der Minenwerfer wog insgesamt 30 kg. Der Druckluftbehälter allein wog 10 kg, der Mörser allein 20 kg. Der gesamte Minenwerfer konnte einfach in einem Sack oder Tornister transportiert werden.
Die Sprengmine bestand aus Gusseisen und hatte einen gerippten Sprengkörper, welcher mit 200 g Chlorat geladen war. Durch die Zerlegung ergaben sich bis zu 200 Sprengstücke, welche noch bis zu 160 m weit fliegen konnten. Zusätzlich war die Sprengmine mit einem Zeitzünder mit 10,5 s Brenndauer ausgerüstet. Dieser wurde durch ein Abreißgewicht betätigt, welcher bei der Schussabgabe an einer Leine aus dem Rohr hing. Die Brandminen hatten einen ähnlichen Aufbau, allerdings einen längeren Minenkörper aus Blech.
Als weiteres Zubehör verfügte jeder Minenwerfer über eine Mündungsabdeckung, einen Ladestock und zwei kleine Munitionskisten mit je vier Zeitzünderminen. Die Werkzeugtasche war mit einer Ölkanne, zehn kleinen und drei großen Dichtungsringen, einem kleinen und einem großen Schraubenschlüsseln, zwei Ladeplatten, einem Putzlappen, einem Abzughebel, einer Kardanstange und zwei Tragegurten bestückt. Bedient wurde der Minenwerfer durch zwei Personen, konnte zur Not aber auch durch nur einen genutzt werden. Einer war der Geschütz-Vormeister, welcher die beiden Munitionskisten und die Werkzeugtasche trug. Der zweite war dessen Gehilfe und trug den Minenwerfer mit montiertem Druckluftbehälter.

## Einsatz
Der 8-cm-Luftminenwerfer M.15 kam hauptsächlich an der Alpenfront zum Einsatz. Dort war er bei den Truppen geschätzt, da er relativ leise und schwer zu sehen beim Feuern war. Auch ein Transport des leichten Minenwerfers war sehr schnell und einfach zu bewerkstelligen. Da die Reichweite jedoch relativ gering war, mussten die Soldaten allerdings sehr nah an die gegnerischen Truppen heran gelangen.

## Verbleib
Einige Minenwerfer haben den Krieg überstanden und werden heute in Museen ausgestellt. So befindet sich im Kriegsmuseum Rovereto einer dieser Minenwerfer.